# Тесбі де Белькур
Франсуа-Огюст Тесбі (або Тисбе) де Белькур (французькою - François Auguste Thisbé (ou Thesby) de Belcourt), французький військовий діяч. Мав змішане франко-ірландське походження (його матір була ірландкою). В 1744 р. брав участь у бойових діях у Фландрії. Учасник Семирічної війни. В 1759 р. був одним з організаторів оборони Квебеку в Канаді від англійців, де відзначився у програшній для французів битві на полях Абраама (13 вересня 1759 р.). В 1769 р. добровільно вступив на службу до барських конфедератів у чині підполковника. 10 грудня 1769 р. під час однією з сутичок був узятий у полон запорожцями. В 1770-1773 рр. разом з гуртом французьких найманців перебував у російському полоні в Тобольську. За особистого клопотання д’Аламбера перед Катериною ІІ отримав дозвіл переїхати до Москви, а згодом повернутися до Польщі, де й проживав довгий час. В 1776 р. опублікував в Амстердамі свої мемуари про службу на боці Барської конфедерації й перебування у сибірському полоні. Помер після 1793 р.